# Монолит (здание)
«Монолит» (азерб. Monolit) — многоэтажное здание в столице Азербайджана, в городе Баку. Южный фасад здания выходит на улицу Истиглалият (бывшая Коммунистическая), северный — на улицу Ахмеда Джавада (бывшая Алигейдара Караева), а главный восточный — на проспект Азербайджан (бывшая улица Гуси Гаджиева).
Построено в 1940 году по проекту архитектора Константина Сенчихина. Согласно распоряжению Кабинета министров Азербайджанской Республики, «Монолит» является архитектурным памятником истории и культуры местного значения Азербайджана.

## История
Изначально на месте здания была расположена мусорная свалка города. В конце XIX века на этом месте появились плотно прижавшиеся друг к другу небольшие одно- и двухэтажные дома.
В начале 30-х годов XX века было принято решение построить на этом месте большой жилой дом. В связи с этим расположенные здесь ветхие дома начали сносить. Стали производиться разведывательные работы и геологическое обследование участка. Были пробурены многочисленные разведывательные скважины, которые на месте запланированной стройки выявили выход огромной монолитной породы. Благодаря данной находке проект строительства получил название «Монолит».
В 1931-1932 годах началась подготовка к строительству, шёл активный снос ветхих домов на месте будущего сквера имени Низами. Первый этап строительства представлял собой строительство части здания, расположенной вдоль улицы Караева (ныне – Ахмеда Джавада). Когда эта часть «Монолита» достигла в некоторых местах двух этажей, начался слом старого здания по улице Гуси Гаджиева (ныне — проспект Азербайджан) и на Коммунистической (ныне — Истиглалият) и подготовка строительной площадки на этом участке. На третьем этапе начался снос еще одного старого двухэтажного здания выше по Коммунистической, расположенной напротив здания Исмаилия, и строительство «Монолита» на том участке.
До 1940 года были закончены все строительные работы по возведению здания, включая крышу. В архиве РосФото хранится фотография здания, сделанная В. Шевцовым и датированная октябрем 1940 года. Внешне законченный Монолит присутствует также на военных фотографиях июня 1941 года. Уже после войны была закончена внутренняя отделка здания.
Большая фотография «Монолита» висела в Музее архитектуры имени А. В. Щусева в Москве как образец отечественного градостроительства.
В 2001 году «Монолит» распоряжением Кабинета министров Азербайджанской Республики № 132 был включен в список охраняемых государством объектов и объявлен архитектурным памятником истории и культуры местного значения.

Дома, расположенные на месте «Монолита»
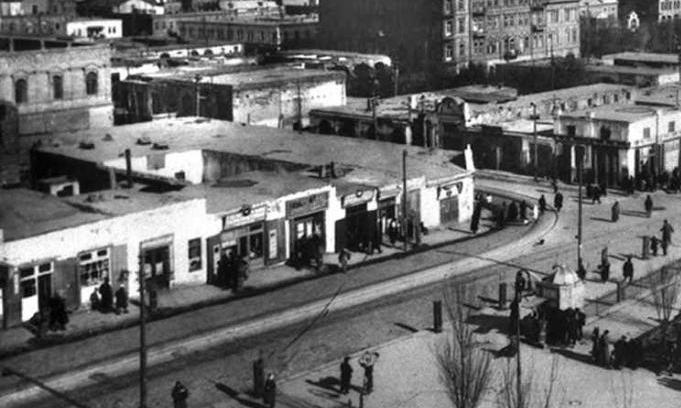
Вид со здания Исмаилия. 1928 год
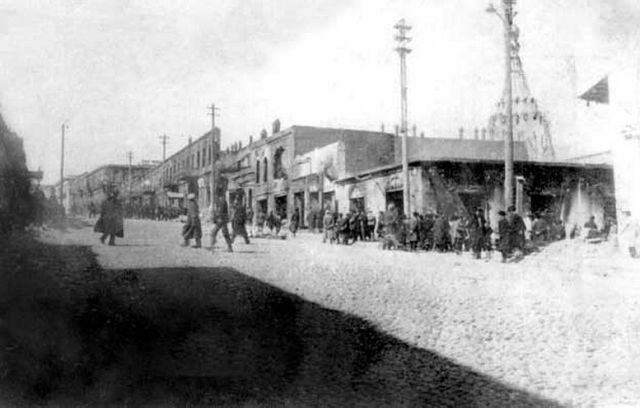
Вид с пересечения Николаевской и Базарной улиц
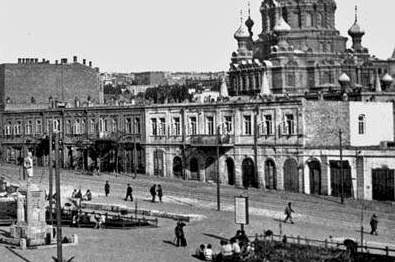
Вид со сквера имени Сабира. 1924 год

## Архитектура
Построен «Монолит» по проекту бакинского архитектора Константина Сенчихина в 1940 году в стиле модернизованной классики (неоклассицизма). В плане жилой дом П-образный. Главным фасадом здание выходит на площадь Низами. Согласно авторам учебника «История советской архитектуры», здание «Монолит» занимает ответственное место в ансамбле площади. Главный фасад здания, по словам искусствоведа Леонида Бретаницкого, занимает видное место в архитектурном обрамлении площади Низами. Жилой дом «Монолит», согласно искусствоведу Рене Эфендизаде, вместе со зданием Музея азербайджанской литературы имени Низами Гянджеви играет главную роль в организации пространства площади имени Низами. Планировочное и композиционное решение здания обращено к площади, а его крупные членения, по словам Эфендизаде, подчеркивают значительность сооружения и его важную роль в организации пространства площади.

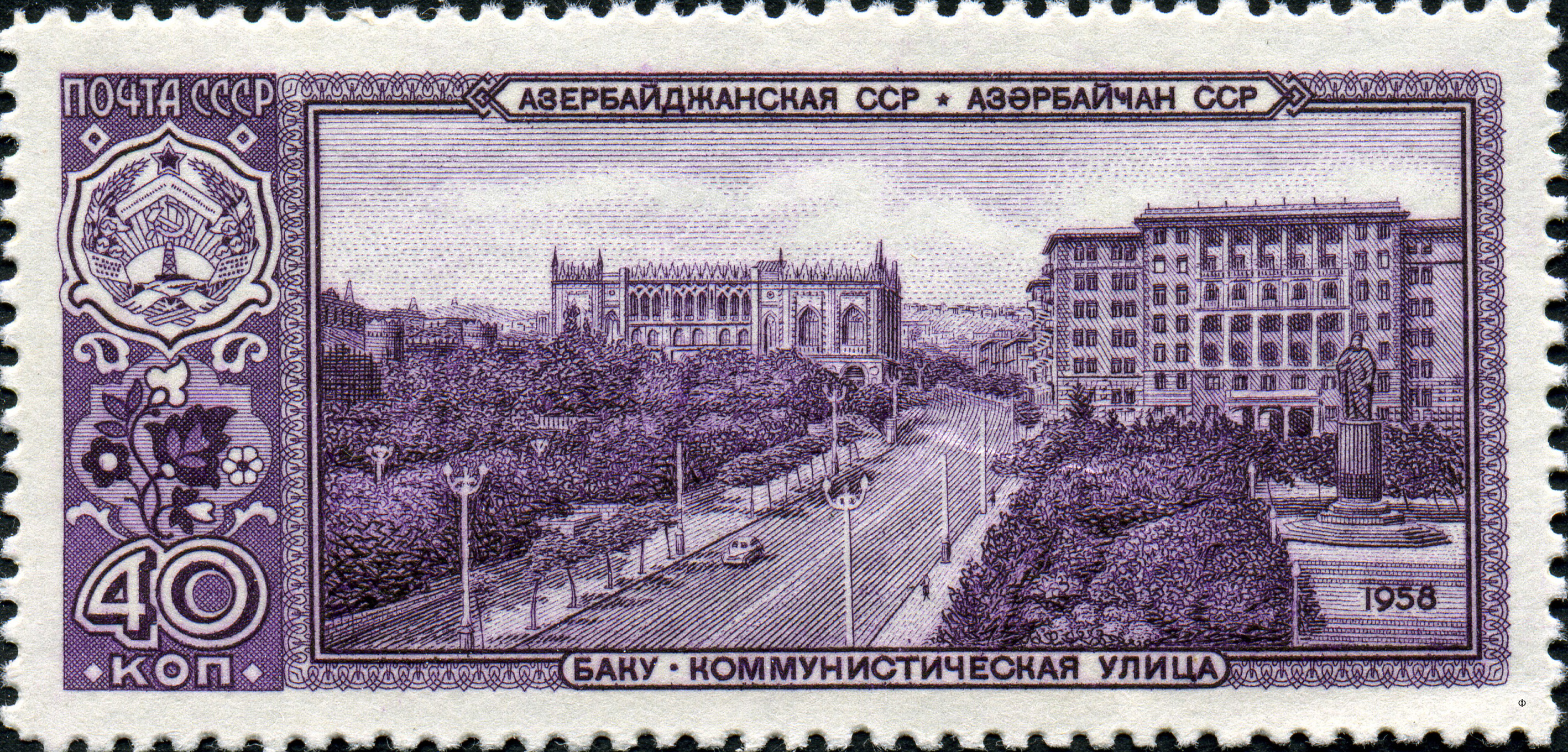
«Монолит» на почтовой марке СССР 1958 года

В архитектуре «Монолита» Бретаницкий выделяет грубоватую тяжеловесность нижнего яруса, который обработан декоративной кладкой из крупных рустов. Вместе с развитым карнизом и вертикальными полосами рустов на углах здания этот ярус оттеняет, согласно Бретаницкому, свойственный зданию мелкий масштаб неоклассических архитектурных форм. Главный фасад здания, который обращён к площади Низами, украшают ведущие во двор арочные проходы, над которыми размещены небольшие декоративные портики, служащие фоном впоследствии установленному в 1949 году памятнику поэту XII века Низами Гянджеви.
По словам архитектора Ганифа Алексерова, жилой дом «Монолит» в Баку является одним из крупнейших сооружений предвоенного периода. Национальная характеристика архитектурных форм в этом здании, как отмечает Алескеров, отсутствует, но, несмотря на это, архитектор, согласно Алескерову, правильно учтя природно-климатические условия, сумел придать своему произведению своеобразие и выразительность, что прослеживается в центральной многоярусной лоджии.

## Известные жильцы
В «Монолите» жили композитор Народный артист СССР Узеир Гаджибеков, поэтесса, народный поэт Азербайджанской ССР Мирварид Дильбази, народная артистка СССР Марзия Давудова, философ, академик Гейдар Гусейнов, певица Шейла, бывший заместитель председателя Совета министров республики в 50-60-х гг. Окумя Султанова, председатель Комитета спорта Азербайджана Багир Багиров, его сын художник кино, лауреат Государственной премии СССР Фикрет Багиров, солист Азербайджанского государственного академического театра оперы и балета, народный артист Азербайджанской ССР Идрис Агаларов, начальник Особого управления при президенте Азербайджана полковник Шамси Рагимов и многие другие известные личности. В правом корпусе «Монолита», выходящим фасадом на улицу Ахмеда Джавада, жили в основном генералы Бакинского военного гарнизона, среди которых были Гусейн Расулбеков, Аким Аббасов. Сегодня на стене дома установлены мемориальные доски в память о некоторых известных жильцах дома.

Мемориальные доски на стене дома
Узеир Гаджибеков
Мирварид Дильбази
Марзия Давудова
Гейдар Гусейнов
Гусейн Расулбеков
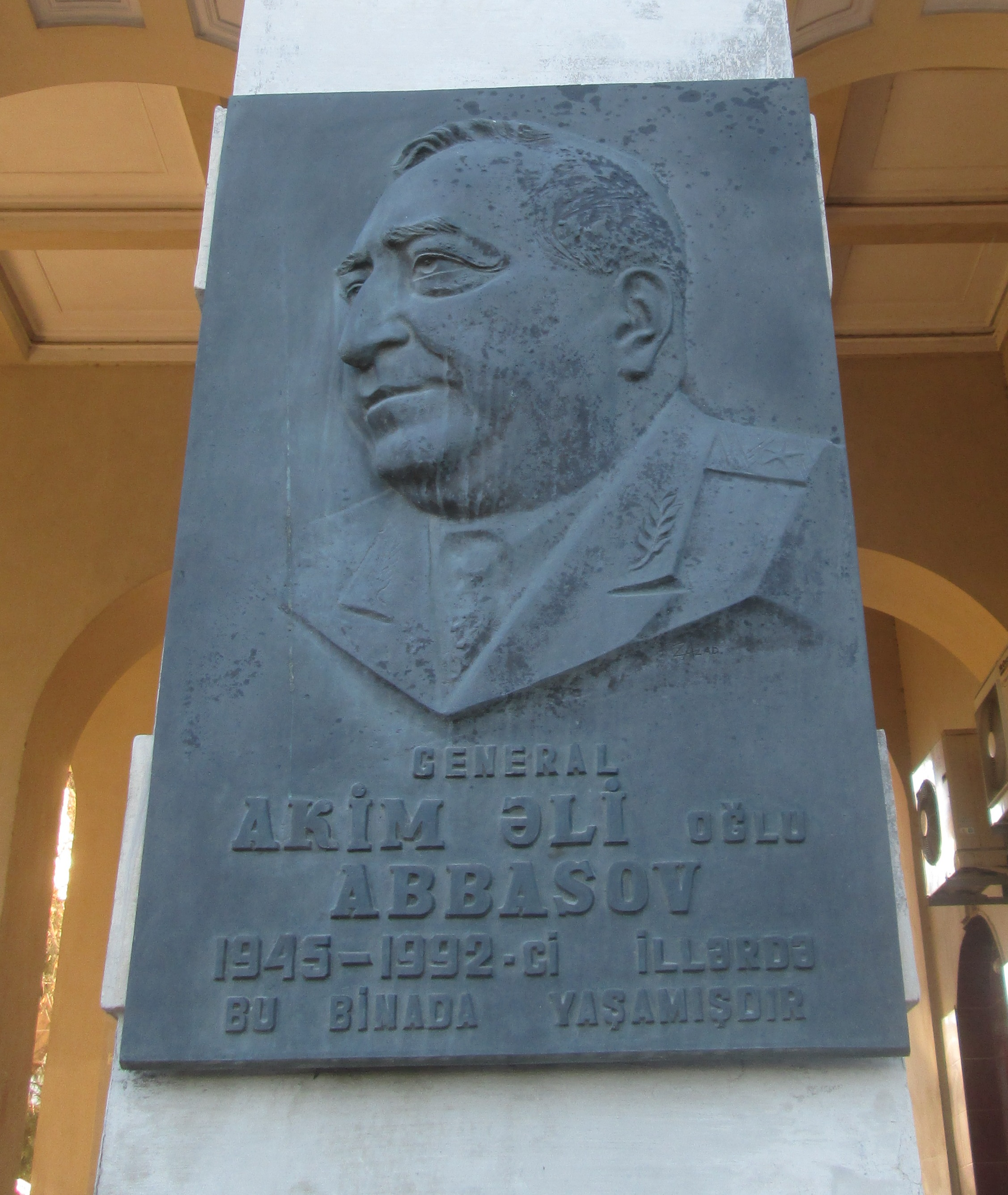
Аким Аббасов
Шамси Рагимов